# صك القابضة

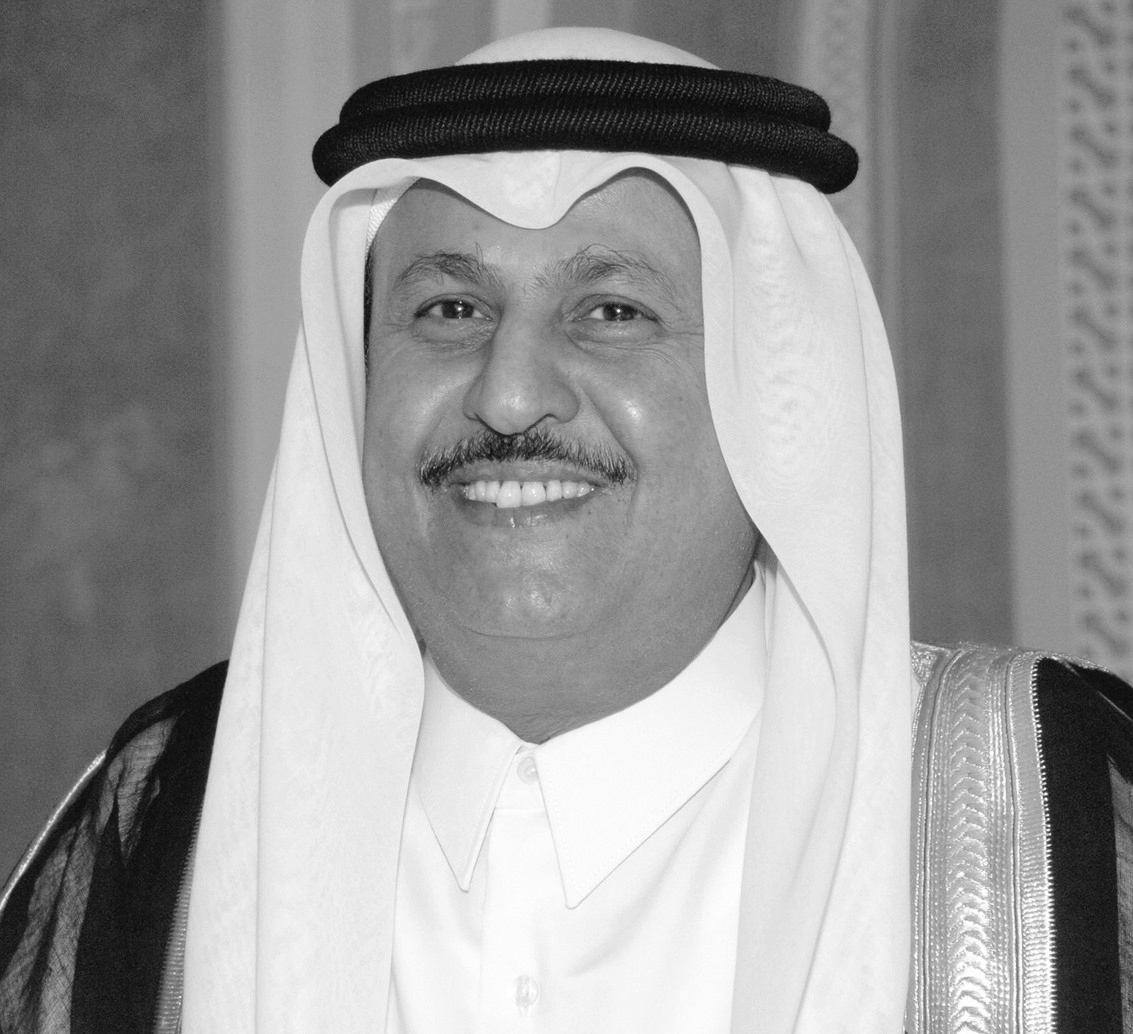
سعادة الشيخ ثاني بن عبدالله آل ثاني - رئيس مجلس المديرين - مجموعة صك القابضة

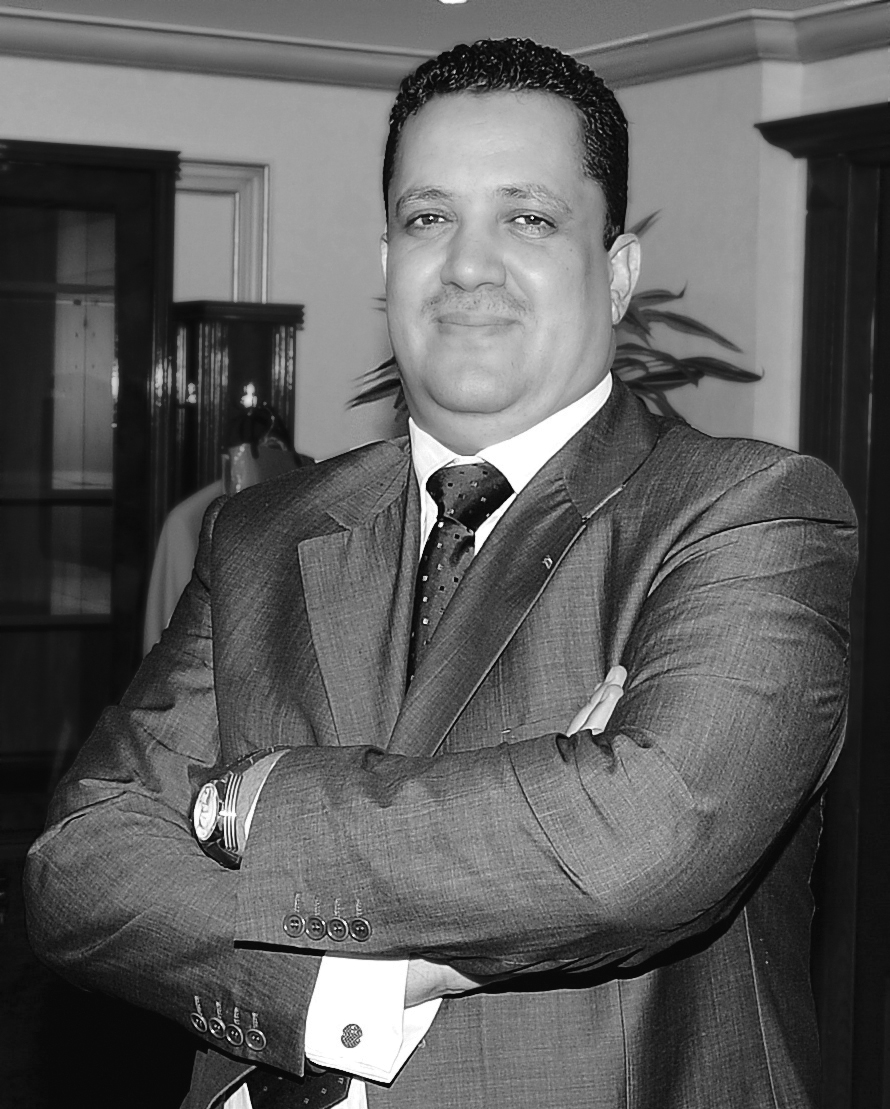
المهندس هشام السحتري

مجموعة صك القابضة مجموعة شركات قطرية، شركة قابضة برأس مال 100 مليون ريال قطري، عاملة في قطاع التطوير العقاري في مختلف مجالاته.

## تاريخها
أنشئ عام 1960 في شارع الشيخ عبد الله بن ثاني، فمن مؤسسة فردية تحت اسمه الشخصي، تحولت فيما بعد إلى شركة ذات مسؤولية محدودة باسم مجموعة ثاني بن عبد الله للإسكان كانت البداية، ليتم تعديل اسم التجاري للأخيرة إلى شركة إسكان العقارية. وفي مطلع عام 2007 تم تغيير اسم شركة إسكان العقارية إلى شركة إزدان العقارية، وتم تحويل الأخيرة إلى شركة قطرية مساهمة وأدرجت أسهمها في بورصة قطر.
إلا إنه وقبل إدراج شركة إزدان العقارية بالبورصة تم تقسيم الاستثمارات العقارية إلى شركتين، هما شركة إزدان (شركة مساهمة عامة)، و (شركة المجموعة الدولية للإسكان (شركة مساهمة خاصة. وفي نهاية عام2009، أنجزت شركة إزدان العقارية عملية الاندماج عن طريق الضم للمجموعة الدولية للإسكان، وجاءت عملية إعادة الهيكلة تلك متناغمة مع أهدافها الساعية لمضاعفة حقوق مساهميها ورفع قدراتها التنافسية ليصل رأسمال شركة إزدان العقارية إلى نحو 26 مليار 525 مليون ريال قطري، بعد العملية وكان حينها أكبر قيمة إسمية لرأسمال شركة مدرجة في بورصة قطر. ومنذ ستينات القرن الماضي وشركة إزدان العقارية تواصل مسيرتها بثبات متجاوزة العديد من التحديات إلى أن أصبحت واحدة من أكبر الشركات المساهمة القطرية من حيث رأس المال.

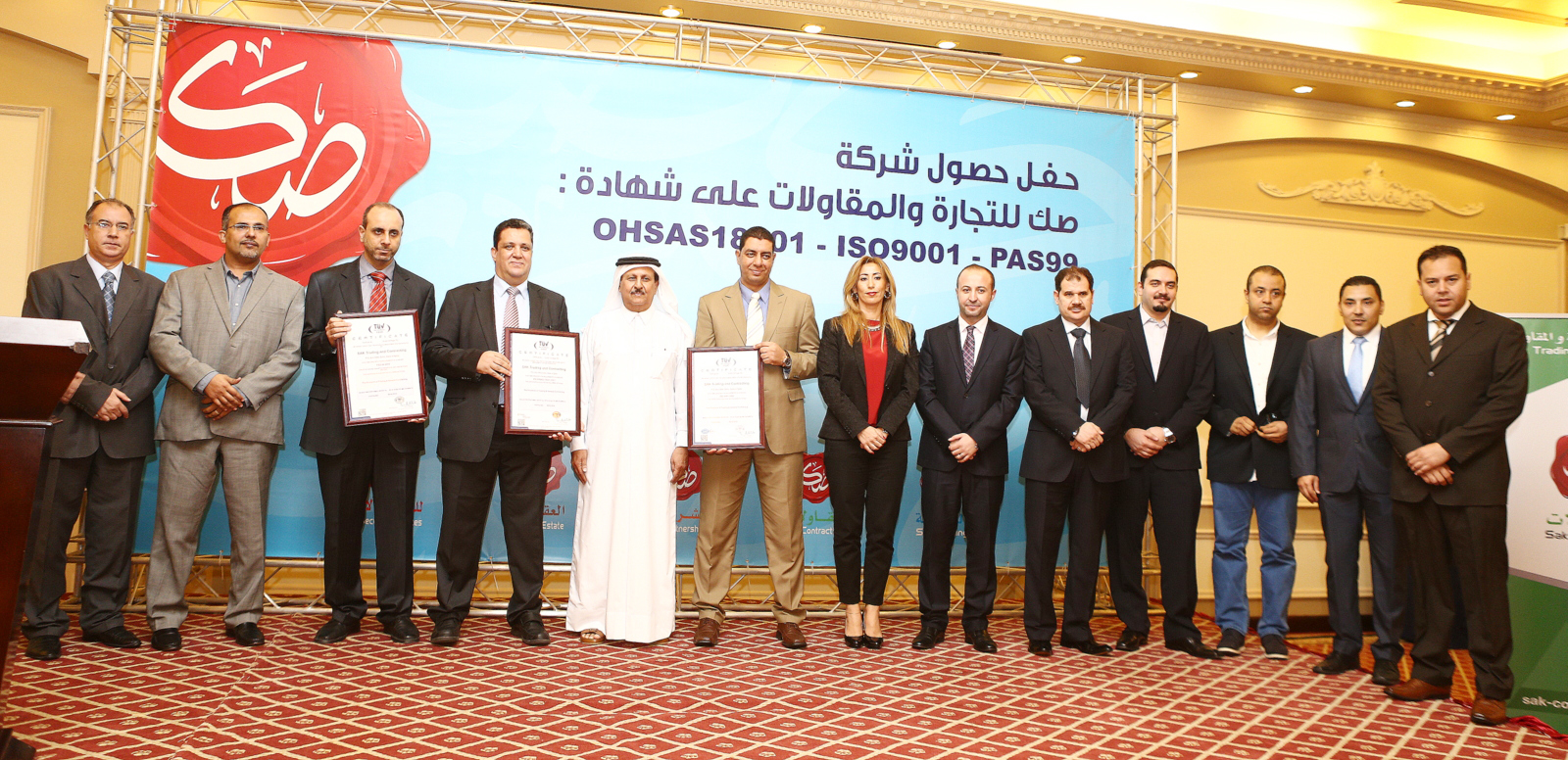
SAK Trading & Contracting Company Receives 3 Prestigious International Accreditation - صك للتجارة والمقاولات تحصل على 3 شهادات عالمية

## مجموعة شركاتها

### شركة صك للتجارة والمقاولات
تعتبر شركة صك للتجارة والمقاولات الذراع التنفيذية والقوة العمالية لمجموعة صك القابضة التي تملكها، والتي صنعت قصة نجاح الشركة، يبلغ رأس مالها 100 مليون ريال قطري.
وكانت مجموعة صك القابضة، في 17 سبتمبر 2012، قد قامت بشراء شركة إزدان للتجارة والمقاولات إحدى شركات "شركة إزدان العقارية"؛ والتي كانت تقوم بتنفيذ كافة مشاريعها العمرانية، وضمها إلى مجموعة صك القابضة تحت اسم شركة صك للتجارة والمقاولات، لتواصل إنجاز مشاريع شركة إزدان العقارية التي تم تحولها إلى مجموعة قابضة، ولتقوم شركة صك للتجارة والمقاولات في الوقت نفسه بتنفيذ المشاريع المستقبلية لمجموعة صك القابضة، مستفيدة من عراقة تجربة تمتد لخمسة عقود اكتسبتها الشركة في مجال المقاولات.
وتمارس شركة صك للتجارة والمقاولات الأنشطة التجارية التالية:
•	*مقاولات عامة للمباني (الإنشاءات العامة للمباني)
•	*مقاولات، رصف وتمهيد طريق
•	*تجارة مواد بناء
•	*التجارة في معدات البناء
•	*أعمال كهربائية (تجهيزات كهربائيو) مثل تمديد الأسلاك وعمل الوصلات وإصلاحها
•	*الصيانة العامة
•	*التجارة في الأدوات الكهربائية
•	*التجارة في المفروشات
•	*تجارة الأثاث المنزلي
•	*تجارة السجاد
•	*التجارة في أبواب ضد الحريق
- شركة صك للكهرباء وأنظمة الحريق: هي فرع يعمل تحت مظلة شركة صك للتجارة والمقاولات.

في عام 2014، أنشأت شركة صك للتجارة والمقاولات شركة صك للكهرباء وأنظمة الحريق، كفرع جديد يعمل تحت مظلتها، مما يحقق إضافة نوعية هامة لنشاطاتها المتعددة في مجال الإنشاءات والتطوير العقاري، بعد أن تمكنت من الحصول على الموافقات اللازمة التي تخول الشركة مزاولة تنفيذ أعمال المقاولة والتنفيذ للمشاريع الكهربائية وأنظمة الحريق في المباني.
3 شهادات عالمية في النظم المتكاملة
في مايو 2015 حصلت شركة صك للتجارة المقاولات، على 3 شهادات عالمية في النظم المتكاملة دفعة واحدة وهي شهادة باس 99 (PAS 99)، وشهادة الأيزو 9001 (ISO 9001:2008)، وشهادة الأوساس 18001 (OHSAS 18001:2007)

### شركة صك للشراكات
تعد شركة صك للشراكات من الأدوات المبتكرة التي تخدم المستثمر العقاري، وهي من الشركات الحيوية في مجموعة شركات "صك القابضة"، والتي تأسست بهدف توظيف خبراتها وقدرات وإمكانات شركاتها الشقيقة في خدمة المستثمر العقاري على اختلافه، وتطوير فرص الاستثمار الأنسب الذي يحقق أعلى العوائد، الأمر الذي يعود بالفائدة على القطاع العقاري والدورة الاقتصادية ككل.
توفر شركة صك للشراكات عدد من الخدمات أبرزها:
	بناء شراكات مع الغير من خلال تطوير الأراضي المملوكة من الغير وتصميم المشاريع التي تناسبها
	إعداد الدراسات الفنية والمالية والاقتصادية للمشاريع
	المساعدة في تمويل المشاريع
	توفير جميع الأعمال اللازمة لتشييد المشروعات بسعر التكلفة
	تسويق المشاريع، وإدارتها بعد انتهاء البناء
	السعي إلى زيادة عوائد الشركاء المرتقبين، بحيث تعود ثمارها على كلا الطرفين
وتمارس شركة صك للشراكات الأنشطة التجارية التالية:
•	تأسيس الشركات والمؤسسات
•	أعمال الوساطة العقارية
•	إدارة العقارات وتحصيل الأجور
•	مقاولات إنشاء المباني (مثل المباني السكنية، متاجر، أسواق، مصانع، فنادق...)

### شركة صك العقارية
شركة صك العقارية، هي من الشركات الحيوية التي تسعى إلى تحقيق رضا الشركاء، من خلال ايجاد أفضل الفرص محلياً وإقليمياً وعالمياً، بفضل خبرتها وتجربتها العريقة في السوق المحلية، التي تمنحها قدرة متميزة على مواجهة التحديات المتسارعة، وفهم واقعي لآفاق ومستقبل القطاع العقاري في قطر والمنطقة، مما يعود بالفائدة على المجتمع.
وتمارس شركة صك العقارية الأنشطة التجارية التالية:
•	*تأجير واستئجار العقارات
•	*إدارة العقارات وتحصيل الإيجار
•	*الاستشارات العقارية
•	*أعمال الوساطة العقارية
•	*تسويق وإدارة المشاريع العقارية

### شركة صك للخدمات الأمنية
شركة "صك للخدمات الأمنية"، التي تتبع لمجموعة صك القابضة، تعنى بتطبيق جميع أعمال النظم الأمنية والتيار الخفيف، وتقدم خدمات متخصصة ضمن منظومة الخدمات التي تقدمها المجموعة لعملائها وللمستثمرين، لاسيما في مجال أجهزة المراقبة الأمنية، مما يمنحها قيمة وأفضلية تنافسية.
وتمارس شركة صك للخدمات الأمنية الأنشطة التجارية التالية:
•	*تجارة كاميرات المراقبة الأمنية
•	*تركيب وتشغيل وصيانة الكاميرات وأجهزة المراقبة الأمنية

## الجوائز
- جائزة مبيم - 2013 (2013 MIPIM) للمشاريع العمرانية المستقبلية، في كان الفرنسية
- جائزة «أي» ديزاين - 2013 (2013 A ‘Design)، في فئة «التخطيط العمراني والحضري»، بمدينة كومو الإيطالية
- جائزة «أي زاد 2013 (AZ 2013 Award)، في كندا عن فئة أفضل مفهوم هندسي
- أنترناشيونال اركتكتشرال - 2013 جائزة العمارة الدولية الذي لعام 2013، نظمته شيكاغو أثينايومو المركز الأوروبي للهندسة المعمارية للفن والتصميم والدراسات الحضرية (شيكاغو -الولايات المتحدة الأمريكية)
- جائزة اريبيان بزنس - 2013 عن فئة أفضل مشروع معماري
- جائزة آيكونيك - 2013 جائزة أفضل «مفهوم – للتخطيط العمراني» في حفل «آيكونيك» للتميز لعام 2013، (Iconic Awards)، الذي ينظمه المجلس الألماني للتصميم (ميونخ -ألمانيا)
- جائزة ليف - 2013 (LEAF Awards 2013)، عن فئة أفضل تصميم معماري.
- جائزة غرين دوت لعام 2013 (Green Dot Awards) للمشاريع الصديقة للبيئة، وذلك عن فئة أفضل مفهوم هندسي عملي.